# 박종규 (1930년)
박종규(한국 한자: 朴鐘圭, 1930년 5월 28일~1985년 12월 3일)는 대한민국의 군인·정치인·체육행정가였으며, 사립대학인 경남대학교와 관련된 인물이기도 하다. 호는 마산(馬山)·산은(汕隱)이고, 본관은 밀양이다.
대한민국 최장기 청와대 대통령 경호실장이었으며 그는, 5·16 군사정변을 비롯한 박정희의 경호 최측근 등으로 활약하면서 권력을 휘둘렸다.

## 생애
1930년 5월 28일, 일본 제국 교토의 재일 조선인 거류민 집안에서, 대한제국 경상남도 마산이 고향인 아버지·대한제국 경상남도 밀양이 고향인 어머니 사이에서 3남 3녀 중 차남이자 셋째로 출생했다. 1932년에 아버지·어머니·형·누나와 함께 일본 교토에서부터 부산항 귀국선을 타고 귀국하여, 경상남도 창원에서 어린 시절을 보낸 적이 있고, 이듬해 1933년 또다시 부모와 형제자매를 따라 일본 교토에 재차 건너가 성장하였다. 1942년에 부모님과 누나, 두 누이동생이 먼저 일본 교토를 마지막으로 떠나가면서, 부산항 귀국선을 타고서 일제강점기 경상남도 창원으로 먼저 귀국하였으나 박종규와 그의 형은 일본 도쿄에서 학업을 마치겠다는 명목하여 일본에 남게 되었다. 1945년 3월 29일 목요일, 일본 도쿄 육군항공학교를 수료함으로써, 일본 제국 육군 하사로 임관했다. 광복 이후에도 귀국을 하지 않고 있다가, 1945년 9월 22일 새벽에, 형과 함께 일본 도쿄를 떠나 통영의 충무항 귀국선으로 귀국했다. 1947년 8월, 국방경비대에 입대하였다. 육군 부사관(국방경비대 하사관)으로 복무 중 육군종합행정학교 제5기로 입교, 육군 소위로 임관되었다. 이때 미군정 국방부인 통위부 시절 박정희 소령 밑에서 부하 장교로 근무를 했다.
1952년 정치대학교(지금의 건국대학교) 정치학과에서 학사 학위를 취득한 그는, 1955년 미국 육군보병학교를, 1956년 미국 육군공수학교를 졸업했다. 1961년에 육군 소령 계급의 신분으로써 5·16 군사정변에 깊이 관여하였다. 그 뒤 쿠데타로 집권한 박정희의 지시로 인하여 국가재건최고회의 의장 비서실 경호국 경호대장 등을 지내다가 1964년 1월 7일 화요일, 육군 대령으로 예편해, 같은해 5월 16일, 대통령 경호실장으로 부임하였다. 이로써 1974년 8월 15일에 발생한 박정희 대통령 저격 미수 사건이 일어날 때까지 10년 3개월 동안 대통령 경호실장을 맡았으나, 1974년 8월 15일 박정희 대통령 저격 미수 사건에서 영부인 육영수가 문세광에게 피살되자 이에 대한 책임을 지고 자진 사퇴했다.
1970년에는 경남대학교의 전신인 삼양학원 이사장으로 취임하였으며, 1971년 마산대학교를 인수하여 경남대학교를 설립했다. "피스톨 박(사실 만나는 사람마다 마음에 들지 않으면 권총을 겨누어서 피스톨 박이라는 별명이 붙게 된 것이 일반에 받아들여지는 이야기이다)"이라는 별명이 붙을 정도로 사격을 좋아했었던 그는 1970년 대한사격연맹 총재와 아시아사격연맹 총재를 지냈으며, 1979년에는 국제사격연합회 부회장으로까지 취임하였다. 또 1978년에는 제42회 세계사격선수권대회의 유치를 하는데 앞장섰으며, 1979년 2월 15일 제25대 대한체육회 회장이 되어 올림픽유치에 힘을 쏟았다. 체육훈장을 받았고, 마산·진해·창원 지역구에서 제10대 민주공화당 국회의원을 지냈다.
1980년 5·17 비상계엄전국확대조치 이후 김종필, 이후락 등과 권력형 부정축재자로 지목되어 정계에서 은퇴했다.(6월 18일 계엄사령부 발표에 의하면 부정축재액은 77억 3,342만원이었다.) 역시 3월 26일 학생들의 반발로 그가 세운 학교인 경남대학교 재단 이사장직에서 물러났지만, 그의 동생인 박재규(당시 만36세)가 이사장에 취임했다.
1984년 국제올림픽의원회(IOC) 위원으로 선출하였고 서울올림픽대회조직위원회 부위원장을 지냈다. 1년 뒤인 1985년 12월 3일 서울대학교병원에서 간암으로 사망했다.

## 학력
- 1945년 일본 도쿄 육군항공학교 수료
- 1948년 대한민국 육군종합행정학교 수료
- 1949년 대한민국 육군보병학교 수료
- 1952년 정치대학교 정치학과 학사
- 1955년 대한민국 육군정훈학교 수료
- 1956년 미국 육군포병학교 수료
- 1957년 미국 육군보병학교 수료
- 1958년 미국 육군공수학교 수료
- 1959년 대한민국 육군고급부관학교 수료
- 1960년 대한민국 육군기갑학교 수료
- 1965년 서울대학교 대학원 경제학과 경제학 석사
- 1969년 건국대학교 대학원 정치외교학과 정치학 석사
- 1972년 연세대학교 행정대학원 행정학 석사

### 명예 박사 학위
- 타이완 문화대학교 명예 철학박사

## 가족 관계
- 아우(막내 동생): 박재규(朴在圭, 1944년 8월 11일~ , 김대중 정부 통일부 장관, 경남대학교 총장)

## 박종규를 연기한 배우들

### TV 드라마
- 김영석 - 1989년 7월 16일 제2공화국 MBC 드라마
- 박근형 - 1993년 2월 7일 제3공화국 MBC 드라마
- 정성모 - 1995년 10월 21일 코리아게이트 SBS 드라마
- 김봉근 - 1993년 11월 14일 다큐멘터리 극장 kbs1tv 영상실록
- 김봉근 - 1995년 10월 18일  제4공화국 MBC 드라마
- 이규복 - 2004년 7월 5일 영웅시대 MBC 드라마
- 김봉근 - 2005년 4월 23일  제5공화국 MBC 드라마

## 역대 선거 결과
| 실시년도 | 선거   | 대수 | 직책     | 선거구                    | 정당       | 득표수   | 득표율          | 순위 | 당락 | 비고 |
| -------- | ------ | ---- | -------- | ------------------------- | ---------- | -------- | --------------- | ---- | ---- | ---- |
| 1978년   | 총선   | 10대 | 국회의원 | 경남 마산시·진해시·창원군 | 민주공화당 | 99,031표 | \| \| 39.33% \| | 1위  |      | 초선 |
|          | 39.33% |      |          |                           |            |          |                 |      |      |      |